# Dirk de Ridder
Dirk de Ridder (Oudewater, 29 december 1972) is een Nederlandse zeiler. De Ridder begon zijn zeilcarrière toen hij 20 jaar oud was, en drie jaar later werd hij voltijd professional. Inmiddels heeft hij deelgenomen aan de Olympische Spelen, de Volvo Ocean Race, de America's Cup en andere grote zeilwedstrijden.

## Olympische Spelen
Eind jaren 90 vormde Roy Heiner een zeilteam met Dirk de Ridder en Peter van Niekerk in de Soling-klasse. Het team won goud op het Europees kampioenschap in 1999, en brons tijdens de wereldkampioenschappen van hetzelfde jaar. Het succes van het team werd verlengd in 2000 toen het team de overwinning in de Kieler Zeilweek behaalde in de Soling-klasse. Het team verdiende een ticket voor de Olympische Spelen van 2000 in Sydney. Op de Spelen belandde de Ridder met zijn team net naast het podium.

## Volvo Ocean Race
De Ridder debuteerde in de Volvo Ocean Race tijdens de editie van 1997-1998 (toen nog Whitbread Round the World genoemd). Hij was trimmer aan boord van de uit Monaco afkomstige boot Merit Cup. Het team eindigde als tweede in het eindklassement. In de hierop volgende editie van 
2001-2002 maakte de Ridder deel uit van de bemanning van de Duitse deelnemer illbruck Challenge, en won met dit team de titel. Als erkenning hiervoor won hij de prestigieuze Conny van Rietschoten Trofee in 2002. Hij keerde in 2005-2006 terug in de race als stuurman en trimmer aan boord van de Amerikaanse deelnemer Pirates of the Caribbean, en eindigde op de tweede positie in het eindklassement. In de Volvo Ocean Race 2014-2015 voer hij de vijfde etappe aan boord van Team Brunel ter vervanging van de geblesseerde Fransman Laurent Pagès.

## Mean Machine team
Gedurende enkele jaren behoorde de Ridder tot de kern van het Mean Machine-zeilteam van de Nederlandse zakenman en zeiler Peter de Ridder (geen familie). Hij voer als trimmer, stuurman en schipper vele regatta's op de boten van het team. Zo behaalde de Ridder in 2006 de overwinning in de Breitling MedCup met een TP52, veroverde in 2007 de Hublot Palmavela Trophy met dezelfde boot en maakte in 2008 deel uit van de bemanning van de Farr 40 van Mean Machine.
In 2006 kondigde het Mean Machine zeilteam hun deelname aan in de Volvo Ocean Race 2008-2009. Het team kocht de Volvo Open 70 Pirates of the Caribbean als trainingsboot. Dirk de Ridder, die de boot kende van de race in 2005-2006, was een van de drijvende krachten achter deze campagne en beoogd wachtleider. Na tien maanden werd in juli 2007 het project afgeblazen omdat het team onvoldoende sponsoren kon vinden. In 2008 verliet de Ridder het Mean Machine-team en zeilt sinds die tijd voor het BMW Oracle Racing-zeilteam van Larry Ellison, dat inmiddels Oracle Team USA heet.

## America's Cup
De Ridder was in 2000 al betrokken bij de campagne van het zeilsyndicaat AmericaOne in de America's Cup. In 2007 nam hij deel met BMW Oracle Racing, maar verloor in de Louis Vuitton Cup. In 2010 won hij als trimmer met BMW Oracle Racing de America's Cup, waardoor de Cup na 15 jaar weer terugkeerde naar de Verenigde Staten. De Ridder bleef ook na deze overwinning bij het Oracle-zeilteam en was een van de leidende figuren in de voorbereiding op de America's Cup van 2013. Zo was hij stuurman van een AC45 tijdens de wedstrijden in de America's Cup World Series in 2011 en 2012, die dienden als oefening voor de uiteindelijke race in 2013.
Op 4 september 2013 verbood de race-jury de Ridder om mee te doen aan de finaleraces van de America's Cup omdat hij met enkele anderen tijdens de World Series in 2012 vals gespeeld zou hebben met een extra gewicht aan boord van een AC45. In april 2014 maakte de International Sailing Federation (ISAF) bekend dat de Ridder voor deze overtreding vier jaar geschorst is, waarvan een jaar voorwaardelijk. In die tijd mocht hij niet deelnemen aan zeilraces onder de vlag van de ISAF. In december 2014 werd deze straf teruggebracht tot achttien maanden.

## Palmares
- 1998 - Whitbread Round the World Race, 2e
- 1999 - Tour de France à la Voile, Mumm 36,
- 1999 - WK, Soling,
- 1999 - EK, Soling,
- 2000 - Kieler Zeilweek, Soling
- 2000 - OS, Soling, 4e
- 2002 - Volvo Ocean Race, winnaar
- 2006 - Volvo Ocean Race, 2e
- 2006 - MedCup, TP52, winnaar
- 2007 - Hublot Palmavela Trophy, TP52, winnaar
- 2010 - America's Cup, winnaar